# Jamaicai bekard
A jamaicai bekard (Pachyramphus niger) a madarak (Aves) osztályának verébalakúak (Passeriformes) rendjébe és a Tityridae családjába tartozó faj. Egyes szervezetek az egész családot, a kotingafélék (Cotingidae) családjában sorolják Tityrinae alcsaládként.

## Rendszerezése
A fajt Johann Friedrich Gmelin német természettudós írta le 1788-ban, a Lanius nembe Lanius niger néven. Sorolták a Platypsaris nembe is Platypsaris niger néven.

## Előfordulása
Jamaica területén honos. A természetes élőhelye a szubtrópusi vagy trópusi síkvidéki- és hegyi esőerdők, valamint legelők és vidéki kertek. Állandó, nem vonuló faj.

## Megjelenése
Testhossza 18 centiméter.

## Életmódja
Rovarokkal és gyümölcsökkel táplálkozik.